# マシュー・ローレンス
マシュー・ローレンス（Matthew Lawrence, 1980年2月11日 - ）は、アメリカ合衆国の俳優、元子役である。

## 来歴
1980年、ペンシルバニア州アビントンに生まれる。3人兄弟の真ん中に生まれ、兄のジョーイ・ローレンスと弟のアンドリュー・ローレンスもそれぞれ俳優として活動している。1980年代半ばに子役としてテレビシリーズ『ダイナスティ』に出演。それから徐々に映画などへも分野を広げていき、特に日本でも1993年にロビン・ウィリアムズとサリー・フィールドが出演したコメディ映画『ミセス・ダウト』への出演で知られている。同作品では、ウィリアムズとフィールドが演じる夫婦の長男を演じた。
テレビドラマでは、日本の特撮ドラマをアメリカ版に製作した『スーパーヒューマン・サムライ・サイバー・スクワッド』やシチュエーション・コメディ・ドラマの『ボーイ・ミーツ・ワールド』へのレギュラー出演などでも知られており、現在もテレビ、映画で精力的に活動を続けている。また声優としても活動し、1998年にスタジオジブリの『魔女の宅急便』の英語吹替え版へも出演した。

## 出演作品

### 映画
- 大災難P.T.A. Planes, Trains & Automobiles (1987)
- パルス・ショック Pulse (1988)
- Wilfrid's Special Christmas (1989)
- フロム・ザ・ダークサイド 3つの闇の物語 Tales from the Darkside: The Movie (1990)
- Joshua's Heart (1990) ※テレビ映画
- ガラスの絆 Daddy (1991)
- ミセス・ダウト Mrs. Doubtfire (1993)
- Brothers of the Frontier (1996)
- エンジェルス2 Angels in the Endzone (1997)
- ガールズ・ルール! 100%おんなのこ主義 Strike! (1998)
- グリフィルキン/ おとぼけ悪魔氷上バトル H-E Double Hockey Sticks (1999)
- Family Tree (1999)
- ザ・ブレイン Big Monster on Campus (2000)
- Glow (2000)
- 俺たちサバイバー Jumping Ship (2001) ※テレビ映画
- Cheats (2002)
- ホット・チック The Hot Chick (2002)
- モンスター・ナイト Monster Night (2006) ※ビデオ作品
- 鉄板スポーツ伝説 The Comebacks (2007)
- トラッカー Trucker (2008)
- クリーチャー・オブ・ダークネス Creature of Darkness (2009)
- フォート・マッコイ Fort McCoy (2011)
- マイ・サンタ My Santa (2013)
- Of Silence (2014)
- The Dog Who Saved Easter (2014)

### アニメ映画
- 魔女の宅急便 (1998) ※英語吹替え版
- Rusty: A Dog's Tale (1998)

### テレビドラマ
- ダイナスティ Dynasty (1984 - 1985)
- Sara (1985)
- Gimme a Break! (1986 - 1987)
- Lifestories (1990)
- Drexell's Class (1991 - 1992)
- Walter & Emily (1991 - 1992)
- ブロッサム Blossom (1991, 1994)
- Bringing Up Jack (1995)
- スーパーヒューマン・サムライ・サイバー・スクワッド Superhuman Samurai Syber-Squad (1994 - 1995)
- ローマン・ブラザーズ Brotherly Love (1995 - 1997)
- ボーイ・ミーツ・ワールド Boy Meets World (1997 - 2000)
- CSI:マイアミ CSI: Miami (2003)
- ボストン・パブリック Boston Public (2004)
- Inside Carly (2011)
- メル&ジョー 好きなのはあなたでしょ? Melissa & Joey (2011, 2014)
- ガール・ミーツ・ワールド Girl Meets World (2015)
- ハリウッド・ダーリン Hollywood Darlings (2018)

### テレビアニメ
- Adventures from the Book of Virtues (1996)

## 参照
1. ↑  https://www.imdb.com/name/nm0492932/bio/?ref_=nm_ov_bio_sm